# أندرسون باتريك أغيار أوليفيرا
أندرسون باتريك أغيار أوليفيرا (26 أكتوبر 1987 في ماكابا في البرازيل – )؛ هو لاعب كرة قدم سابق كان يلعب كمهاجم.

## وصلات خارجية
- أندرسون باتريك أغيار أوليفيرا على موقع رابطة كرة القدم اليابانية للمحترفين (اليابانية)
- أندرسون باتريك أغيار أوليفيرا على موقع قاعدة بيانات كرة القدم.إي يو (الإنجليزية)
- أندرسون باتريك أغيار أوليفيرا على موقع ليكيب (الفرنسية)
- أندرسون باتريك أغيار أوليفيرا على موقع Soccerway.com (الإنجليزية)
- أندرسون باتريك أغيار أوليفيرا على موقع عالم كرة القدم.نت (الإنجليزية)